# Faro di İnciburnu
Il Faro di İnciburnu (anche noto come Kadıköy Feneri o Kadıköy İnciburnu Feneri; in turco İnciburnu Feneri) è un faro situato alla testa del frangiflutti di İnciburnu del porto di Kadıköy, sulla costa anatolica dell'ingresso meridionale del Bosforo, nel distretto di Kadıköy a Istanbul, in Turchia. Si trova di fronte all'Ahırkapı Feneri, che si trova sulla costa europea dello stretto, a una distanza di 1,5 miglia nautiche (2,8 km). Una linea che collega i due fari segna il confine meridionale ufficiale del Bosforo.
Il faro, con una torre alta 11 m, è costruito in cemento e dipinto di bianco. È entrato in servizio il 13 ottobre 1977.
Il Kadıköy İnciburnu Feneri è dotato di una lanterna di tipo Tideland ML-300 con una lente di Fresnel acrilica in un unico pezzo di 300 mm di lunghezza focale.  È alimentato da energia solare che produce 35 W.
Ad un'altezza focale di 14 m, emette un lampo bianco di 2 secondi ogni 4 secondi, visibile ad una distanza di 13 miglia nautiche (24 km) nel Mar di Marmara.